# Prima Categoria Piemonte-Valle d'Aosta 1966-1967
Il campionato di calcio di Prima Categoria 1966-1967 è stato il V livello del campionato italiano. A carattere regionale, fu l'ottavo campionato dilettantistico con questo nome dopo la riforma voluta da Zauli del 1958.
Questi sono i gironi organizzati per le regioni Piemonte e Valle d'Aosta dal Comitato Regionale Piemontese.

## Girone A

### Squadre partecipanti
| Club                            | Città (provincia)     | Stagione precedente |
| ------------------------------- | --------------------- | ------------------- |
| U.S. Aosta                      | Aosta                 |                     |
| G.S. Arona                      | Arona (NO)            |                     |
| A.S. Borgosesia                 | Borgosesia (VC)       |                     |
| A.S. Cossatese                  | Cossato (VC)          |                     |
| G.S. Ex Alunni Istituto Sociale | Torino                |                     |
| U.S. Grignasco                  | Grignasco (NO)        |                     |
| A.S. Juventus Domo              | Domodossola (NO)      |                     |
| Oleggio Sportiva                | Oleggio (NO)          |                     |
| A.S. Omegna                     | Omegna (NO)           |                     |
| U.S. Ponzone                    | Trivero (VC)          |                     |
| U.S. Santhià                    | Santhià (VC)          |                     |
| U.S. Serravallese               | Serravalle Sesia (VC) |                     |
| S.S. Stresa                     | Stresa (NO)           |                     |
| A.S. Sunese                     | Suno (NO)             |                     |
| Vetta San Lorenzo               | Gravellona Toce (NO)  |                     |
| A.S. Virtus Villadossola        | Villadossola (NO)     |                     |

### Classifica finale
|  | Pos. | Squadra             | Pt  | G   | V   | N   | P   | GF  | GS  | DR  |
|  | ---- | ------------------- | --- | --- | --- | --- | --- | --- | --- | --- |
|  | 1.   | Cossatese           | 47  | 30  | 20  | 7   | 3   | 49  | 19  | +30 |
|  | 2.   | Omegna              | 44  | 30  | 18  | 8   | 4   | 49  | 19  | +30 |
|  | 3.   | Aosta               | 43  | 30  | 18  | 7   | 5   | 43  | 19  | +24 |
|  | 4.   | Ponzone             | 42  | 30  | 16  | 10  | 4   | 55  | 29  | +26 |
|  | 5.   | Borgosesia          | 36  | 30  | 14  | 8   | 8   | 38  | 29  | +9  |
|  | 6.   | Arona               | 33  | 30  | 12  | 9   | 9   | 43  | 30  | +13 |
|  | 7.   | Grignasco           | 29  | 30  | 9   | 11  | 10  | 35  | 41  | -8  |
|  | 7.   | Juventus Domo       | 29  | 30  | 9   | 11  | 10  | 29  | 27  | +2  |
|  | 9.   | Oleggio             | 28  | 30  | 8   | 12  | 10  | 24  | 31  | -7  |
|  | 10.  | Vetta San Lorenzo   | 25  | 30  | 8   | 9   | 13  | 42  | 36  | +6  |
|  | 11.  | Sunese              | 24  | 30  | 9   | 6   | 15  | 29  | 45  | -16 |
|  | 12.  | Virtus Villadossola | 23  | 30  | 6   | 11  | 13  | 33  | 40  | -7  |
|  | 13.  | Istituto Sociale    | 21  | 30  | 7   | 7   | 16  | 34  | 54  | -20 |
|  | 14.  | Stresa              | 20  | 30  | 6   | 8   | 16  | 30  | 45  | -15 |
|  | 14.  | Serravallese        | 20  | 30  | 7   | 6   | 17  | 25  | 58  | -23 |
|  | 16.  | Santhià             | 16  | 30  | 2   | 12  | 16  | 19  | 55  | -36 |
|  |      |                     | 480 | 480 | 169 | 142 | 169 | 577 | 577 | 0   |

Legenda:
      Ammesso alle finali regionali.
      Successivamente ammesso in Serie D 1967-1968.
  Retrocesso e in seguito riammesso.
      Retrocesso in Seconda Categoria.
Regolamento:
Due punti a vittoria, uno a pareggio, zero a sconfitta.
Pari merito in caso di pari punti.

#### Spareggio retrocessione
|        | Risultato |              | Luogo e data           |
| ------ | --------- | ------------ | ---------------------- |
| Stresa | 1 - 0     | Serravallese | Cameri, 18 giugno 1967 |
|        |           |              |                        |

## Girone B

### Squadre partecipanti
| Club                  | Città (provincia)          | Stagione precedente |
| --------------------- | -------------------------- | ------------------- |
| U.S. Acqui            | Acqui Terme (AL)           |                     |
| U.S. Albese           | Alba (CN)                  |                     |
| U.S. Alpignano        | Alpignano (TO)             |                     |
| Pol. Busca            | Busca (CN)                 |                     |
| A.S. Canelli          | Canelli (AT)               |                     |
| A.S. Carassonese      | Carassone di Mondovì (CN)  |                     |
| Castor                | Torino                     |                     |
| A.C. Chieri           | Chieri (TO)                |                     |
| G.S. Cinzano          | Santa Vittoria d'Alba (CN) |                     |
| U.S. Fossanese        | Fossano (CN)               |                     |
| Franzosi Club         | Tortona (AL)               |                     |
| U.S. Novese           | Novi Ligure (AL)           |                     |
| F.C. Pinerolo         | Pinerolo (TO)              |                     |
| U.S. Saviglianese     | Savigliano (CN)            |                     |
| G.S. S.N.I.A. Viscosa | Venaria Reale (TO)         |                     |
| U.S. Valenzana        | Valenza (AL)               |                     |

### Classifica finale
|  | Pos. | Squadra       | Pt  | G   | V   | N   | P   | GF  | GS  | DR  |
|  | ---- | ------------- | --- | --- | --- | --- | --- | --- | --- | --- |
|  | 1.   | Castor Torino | 41  | 30  | 16  | 9   | 5   | 49  | 20  | +29 |
|  | 2.   | Cinzano       | 37  | 30  | 15  | 7   | 8   | 50  | 34  | +16 |
|  | 3.   | Franzosi Club | 35  | 30  | 10  | 15  | 5   | 31  | 25  | +6  |
|  | 4.   | Valenzana     | 34  | 30  | 12  | 10  | 8   | 38  | 23  | +15 |
|  | 5.   | Canelli       | 33  | 30  | 9   | 15  | 6   | 48  | 34  | +14 |
|  | 5.   | Acqui         | 33  | 30  | 12  | 9   | 9   | 41  | 40  | +1  |
|  | 7.   | Novese        | 32  | 30  | 11  | 10  | 9   | 42  | 39  | +3  |
|  | 7.   | Chieri        | 32  | 30  | 14  | 4   | 12  | 36  | 37  | -1  |
|  | 9.   | SNIA Viscosa  | 30  | 30  | 12  | 6   | 12  | 48  | 52  | -4  |
|  | 10.  | Albese        | 29  | 30  | 9   | 11  | 10  | 34  | 31  | +3  |
|  | 11.  | Savigliano    | 28  | 30  | 9   | 10  | 11  | 31  | 35  | -4  |
|  | 12.  | Pinerolo      | 27  | 30  | 6   | 15  | 9   | 42  | 39  | +3  |
|  | 12.  | Carassonese   | 27  | 30  | 9   | 9   | 12  | 31  | 32  | -1  |
|  | 14.  | Busca         | 25  | 30  | 6   | 13  | 11  | 23  | 40  | -17 |
|  | 15.  | Fossanese     | 22  | 30  | 7   | 8   | 15  | 35  | 53  | -18 |
|  | 16.  | Alpignano     | 15  | 30  | 5   | 5   | 20  | 20  | 65  | -45 |
|  |      |               | 480 | 480 | 162 | 156 | 162 | 599 | 599 | 0   |

Legenda:
      Ammesso alle finali regionali.
      Retrocesso in Seconda Categoria.
Regolamento:
Due punti a vittoria, uno a pareggio, zero a sconfitta.
Pari merito in caso di pari punti.

## Spareggio promozione
|           | Risultati |           | Luogo e data            |
| --------- | --------- | --------- | ----------------------- |
| Cossatese | 2 - 0     | Castor    | Cossato, 18 giugno 1967 |
| Castor    | 0 - 1     | Cossatese | Torino, 25 giugno 1967  |
|           |           |           |                         |

- La Cossatese è promossa in Serie D 1967-1968.